# Woiwodschaft Kiew

Wappen der Woiwodschaft Kiew

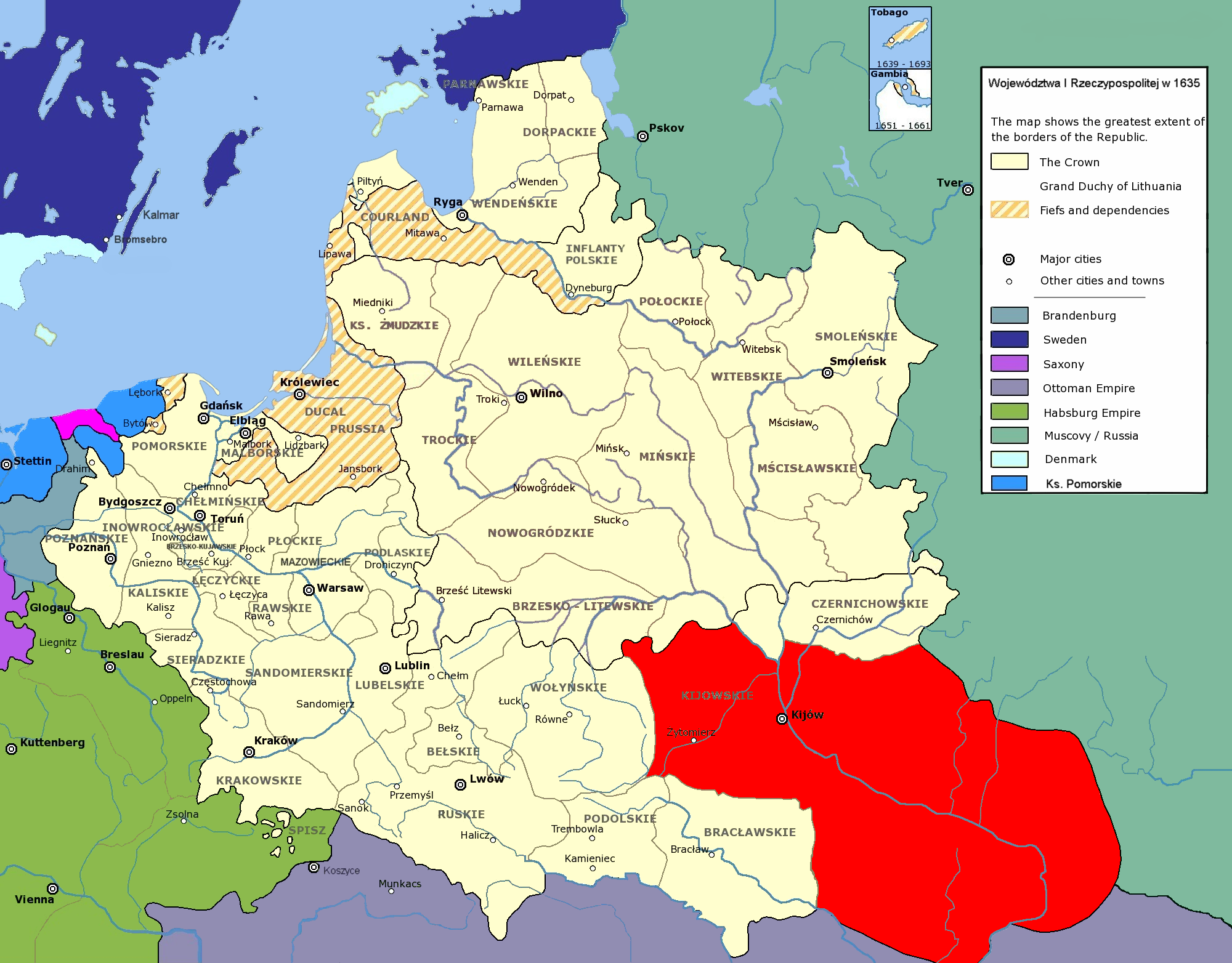
Die Woiwodschaft Kiew (rot) innerhalb des Königreiches Polen-Litauen in den Grenzen von 1635

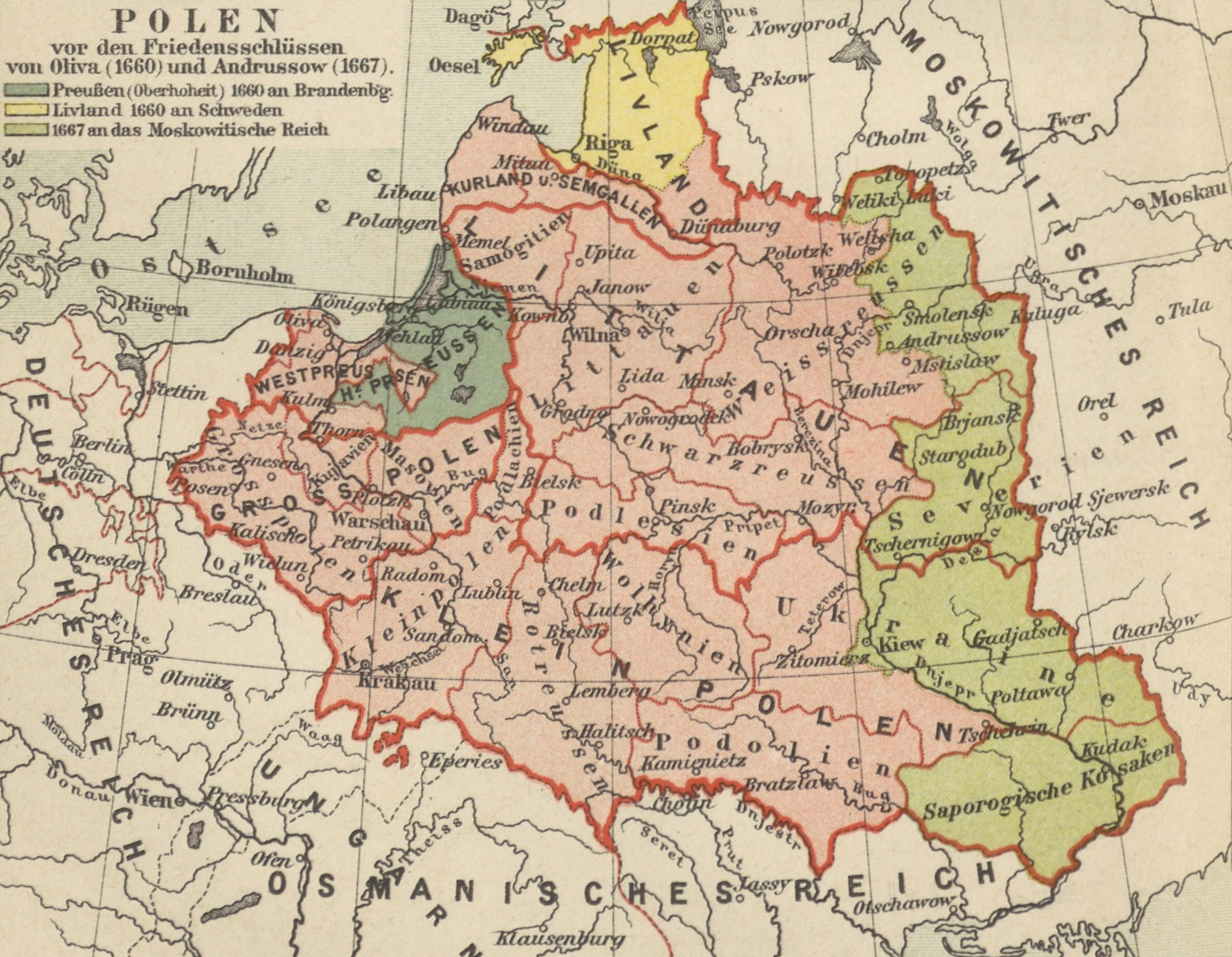
Polen in den Grenzen vor 1660 (rot). In grüner Flächenfärbung die 1667 abgetretenen Gebiete, darunter der Osten der Woiwodschaft mit der Hauptstadt Kiew

Die Woiwodschaft Kiew (poln. województwo kijowskie, lat. Palatinatus Kioviensis) war ab 1471 eine Verwaltungseinheit im Großfürstentum Litauen und von 1569 bis 1793 in der Provinz Kleinpolen des Königreiches Polen-Litauen. Heute gehört das Gebiet zur Ukraine. Es war aus einem Vasallenfürstentum von Nachkommen des litauischen Fürsten Algirdas entstanden und von König Kasimir IV. als Woiwodschaft organisiert worden. Es war die flächenmäßig größte Woiwodschaft der Union; dem Woiwoden unterstand (zumindest nominell) das Gebiet der Saporoger Kosaken bis zum Aufstand unter Bohdan Chmelnyzkyj im Jahr 1646.
Die Hauptstadt Kiew fiel 1667 im Frieden von Andrussowo zusammen mit den Gebieten am unteren Dnepr an das Zarentum Russland. Die Hauptstadt der verkleinerten Woiwodschaft, die ihren Namen behielt, wurde Schytomyr (poln. Żytomierz). Zusätzlich zum Sejmik der Woiwodschaft wurde auch der Generalsejmik der ruthenischen Länder in Sudowa Wyschnja (poln. Sądowa Wysznia) beschickt.

## Administrative Einteilung
Verwaltungsdistrikte und Gebiete der jeweiligen Distriktsstände (Sejmik poselski i deputacki):
- Powiat Kiew (Powiat kijowski), Kiew
- Powiat Owrutsch (Powiat owrócki), Owrutsch
- Powiat Schytomyr (Powiat żytomierski), Schytomyr

## Woiwoden
- Martin Gaschtold (1471–1480)
- Iwan Chodkewytsch (1480–1482)
- Jurij Paz (1483–1492)
- Dmitri Putjatytsch (1492–1505)
- Iwan Hlynsky (1505–1507)
- Jurij Montowtowytsch (1507–1508)
- Jurij Holschansky (1508–1511)
- Jurij (Georg) Radziwill (1510–1514)
- Andrij Nemyrowytsch (1514–1541)
- Iwan Holschansky (1542–1544)
- Frederick Proński (1544–1555)
- Grzegorz Chodkiewicz (1555–1559)
- Konstanty Wasyl Ostrogski (1559–1608)
- Stanisław Żółkiewski (1608–1618)
- Tomasz Zamoyski (1619–1628)
- Aleksander Zasławski (1628–1629)
- Stefan Chmielecki (1629–1630)
- Janusz Tyszkiewicz Łohojski (1630–1649)
- Adam Kisiel (1650–1653)
- Stanisław „Rewera“ Potocki (1655–1658)
- Jan Sobiepan Zamoyski (1658–1659)
- Iwan Wyhowskyj (1659–1664)
- Stefan Czarniecki (1664–1665)
- Michal Stanislawski (1665–1668)
- Andrzej Potocki (1668–1681)
- Feliks Kazimierz Potocki (1682)
- Stefan Niemirycz (1682–1684)
- Marcin Kątski (1684–1702)
- Józef Potocki (1702–1744)
- Stanisław Potocki (1744–1756)
- Franciszek Salezy Potocki (1755–1772)
- Stanisław Lubomirski (1772–1785)
- Joseph Gabriel Stempkowski (1785–1791)
- Antoni Protazy Potocki (1791–1793)